# Caustificazione
La caustificazione è il processo per cui viene trasformato, per mezzo dell'idrossido di calcio, un carbonato di un metallo alcalino nel rispettivo idrossido.
L'equazione chimica che rappresenta il processo è la seguente:
M2CO3 + Ca(OH)2 → 2MOH + CaCO3↓
in cui M è un qualsiasi metallo alcalino.
Come si può notare, l'idrossido di calcio viene trasformato in carbonato, mentre il carbonato del metallo alcalino in un idrossido.
Il carbonato di calcio, quasi insolubile, precipita sul fondo, mentre l'idrossido rimane in soluzione.